# Campionato del mondo di scacchi 1993
Il campionato del mondo di scacchi 1993 fu il campionato che segnò la divisione del titolo mondiale in due, l'uno riconosciuto dalla FIDE e l'altro giocato sotto la Professional Chess Association, un'associazione creata dal campione Garri Kasparov e dal suo sfidante Nigel Short, insoddisfatti dall'organizzazione del loro match; di conseguenza, la FIDE organizzò un proprio match tra Anatolij Karpov e Jan Timman. Le due sfide furono vinte rispettivamente da Kasparov e da Karpov. In seguito a ciò i titoli rimasero separati fino al match per la riunificazione del 2006.

## Qualificazioni

### Interzonali
Le qualificazioni si tennero tra il 1991 e il 1992. Il formato dei tornei interzonali fu modificato: invece di una serie di tornei (tre negli ultimi cicli) con la formula del girone all'italiana, fu giocato un unico torneo, a 64 giocatori, con la formula del sistema svizzero. Tale torneo fu vinto congiuntamente da Boris Gel'fand e Vasyl' Ivančuk, e altri nove giocatori si qualificarono per i match dei candidati.
A questi erano già qualificati di diritto Anatolij Karpov, Jan Timman, Artur Jusupov e Jonathan Speelman, che erano arrivati ai primi quattro posti nelle ultime qualificazioni per il campionato del mondo. Karpov fu inserito in tabellone direttamente ai quarti; ottavi e quarti furono giocati al meglio delle 8 partite, le semifinali al meglio delle 10 e la finale al meglio delle 14.

### Torneo dei candidati
|  | Ottavi            | Ottavi            | Ottavi          |                 |                   | Quarti            | Quarti | Quarti |  |  | Semifinali | Semifinali | Semifinali |  |  | Finale | Finale | Finale |  |
|  |                   |                   |                 |                 |                   |                   |        |        |  |  |            |            |            |  |  |        |        |        |  |
|  | Jan Timman        | Jan Timman        | 4,5             |                 |                   |                   |        |        |  |  |            |            |            |  |  |        |        |        |  |
|  | Jan Timman        | Jan Timman        | 4,5             |                 |                   |                   |        |        |  |  |            |            |            |  |  |        |        |        |  |
|  | Robert Hübner     | Robert Hübner     | 2,5             |                 |                   |                   |        |        |  |  |            |            |            |  |  |        |        |        |  |
|  | Robert Hübner     | Robert Hübner     | 2,5             |                 | Jan Timman        | Jan Timman        | 4,5    |        |  |  |            |            |            |  |  |        |        |        |  |
|  |                   |                   |                 |                 | Jan Timman        | Jan Timman        | 4,5    |        |  |  |            |            |            |  |  |        |        |        |  |
|  |                   |                   | Viktor Korčnoj  | Viktor Korčnoj  | 2,5               |                   |        |        |  |  |            |            |            |  |  |        |        |        |  |
|  | Viktor Korčnoj    | Viktor Korčnoj    | Viktor Korčnoj  | Viktor Korčnoj  | 2,5               | 5,5               |        |        |  |  |            |            |            |  |  |        |        |        |  |
|  | Viktor Korčnoj    | Viktor Korčnoj    |                 |                 |                   |                   |        |        |  |  |            |            |            |  |  |        |        |        |  |
|  | Gyula Sax         | Gyula Sax         | 4,5             |                 |                   |                   |        |        |  |  |            |            |            |  |  |        |        |        |  |
|  | Gyula Sax         | Gyula Sax         | 4,5             |                 | Jan Timman        | Jan Timman        | 6      |        |  |  |            |            |            |  |  |        |        |        |  |
|  |                   |                   |                 |                 |                   |                   |        |        |  |  |            |            |            |  |  |        |        |        |  |
|  |                   |                   | Artur Jusupov   | Artur Jusupov   | 4                 |                   |        |        |  |  |            |            |            |  |  |        |        |        |  |
|  | Artur Jusupov     | Artur Jusupov     | Artur Jusupov   | Artur Jusupov   | 4                 | 6,5               |        |        |  |  |            |            |            |  |  |        |        |        |  |
|  | Artur Jusupov     | Artur Jusupov     |                 |                 |                   |                   |        |        |  |  |            |            |            |  |  |        |        |        |  |
|  | Sergej Dolmatov   | Sergej Dolmatov   | 5,5             |                 |                   |                   |        |        |  |  |            |            |            |  |  |        |        |        |  |
|  | Sergej Dolmatov   | Sergej Dolmatov   | 5,5             |                 | Artur Jusupov     | Artur Jusupov     | 5,5    |        |  |  |            |            |            |  |  |        |        |        |  |
|  |                   |                   |                 |                 | Artur Jusupov     | Artur Jusupov     | 5,5    |        |  |  |            |            |            |  |  |        |        |        |  |
|  |                   |                   | Vasyl' Ivančuk  | Vasyl' Ivančuk  | 4,5               |                   |        |        |  |  |            |            |            |  |  |        |        |        |  |
|  | Vasyl' Ivančuk    | Vasyl' Ivančuk    | Vasyl' Ivančuk  | Vasyl' Ivančuk  | 4,5               | 4,5               |        |        |  |  |            |            |            |  |  |        |        |        |  |
|  | Vasyl' Ivančuk    | Vasyl' Ivančuk    |                 |                 |                   |                   |        |        |  |  |            |            |            |  |  |        |        |        |  |
|  | Leonid Judasin    | Leonid Judasin    | 0,5             |                 |                   |                   |        |        |  |  |            |            |            |  |  |        |        |        |  |
|  | Leonid Judasin    | Leonid Judasin    | 0,5             |                 | Jan Timman        | Jan Timman        | 5,5    |        |  |  |            |            |            |  |  |        |        |        |  |
|  |                   |                   |                 |                 |                   |                   |        |        |  |  |            |            |            |  |  |        |        |        |  |
|  |                   |                   | Nigel Short     | Nigel Short     | 7,5               |                   |        |        |  |  |            |            |            |  |  |        |        |        |  |
|  | Nigel Short       | Nigel Short       | Nigel Short     | Nigel Short     | 7,5               | 5,5               |        |        |  |  |            |            |            |  |  |        |        |        |  |
|  | Nigel Short       | Nigel Short       |                 |                 |                   |                   |        |        |  |  |            |            |            |  |  |        |        |        |  |
|  | Jonathan Speelman | Jonathan Speelman | 4,5             |                 |                   |                   |        |        |  |  |            |            |            |  |  |        |        |        |  |
|  | Jonathan Speelman | Jonathan Speelman | 4,5             |                 | Nigel Short       | Nigel Short       | 5      |        |  |  |            |            |            |  |  |        |        |        |  |
|  |                   |                   |                 |                 | Nigel Short       | Nigel Short       | 5      |        |  |  |            |            |            |  |  |        |        |        |  |
|  |                   |                   | Boris Gel'fand  | Boris Gel'fand  | 3                 |                   |        |        |  |  |            |            |            |  |  |        |        |        |  |
|  | Boris Gel'fand    | Boris Gel'fand    | Boris Gel'fand  | Boris Gel'fand  | 3                 | 5,5               |        |        |  |  |            |            |            |  |  |        |        |        |  |
|  | Boris Gel'fand    | Boris Gel'fand    |                 |                 |                   |                   |        |        |  |  |            |            |            |  |  |        |        |        |  |
|  | Predrag Nikolić   | Predrag Nikolić   | 4,5             |                 |                   |                   |        |        |  |  |            |            |            |  |  |        |        |        |  |
|  | Predrag Nikolić   | Predrag Nikolić   | 4,5             |                 | Nigel Short       | Nigel Short       | 6      |        |  |  |            |            |            |  |  |        |        |        |  |
|  |                   |                   |                 |                 |                   |                   |        |        |  |  |            |            |            |  |  |        |        |        |  |
|  |                   |                   | Anatolij Karpov | Anatolij Karpov | 4                 |                   |        |        |  |  |            |            |            |  |  |        |        |        |  |
|  | Viswanathan Anand | Viswanathan Anand | Anatolij Karpov | Anatolij Karpov | 4                 | 4,5               |        |        |  |  |            |            |            |  |  |        |        |        |  |
|  | Viswanathan Anand | Viswanathan Anand |                 |                 |                   |                   |        |        |  |  |            |            |            |  |  |        |        |        |  |
|  | Aleksej Dreev     | Aleksej Dreev     | 1,5             |                 |                   |                   |        |        |  |  |            |            |            |  |  |        |        |        |  |
|  | Aleksej Dreev     | Aleksej Dreev     | 1,5             |                 | Viswanathan Anand | Viswanathan Anand | 3,5    |        |  |  |            |            |            |  |  |        |        |        |  |
|  |                   |                   |                 |                 | Viswanathan Anand | Viswanathan Anand | 3,5    |        |  |  |            |            |            |  |  |        |        |        |  |
|  |                   |                   | Anatolij Karpov | Anatolij Karpov | 4,5               |                   |        |        |  |  |            |            |            |  |  |        |        |        |  |

## La divisione
Kasparov e Short decisero di lasciare la FIDE a causa della poca consultazione di essa con i giocatori sul luogo del match e sulle condizioni, nonché a causa del taglio del montepremi del 20% in favore della FIDE. Il 23 marzo, la FIDE annunciò la revoca del titolo di Kasparov, e annunciò che il campionato mondiale si sarebbe tenuto tra Timman (arrivato in finale dei match dei candidati) e Karpov (che aveva raggiunto la semifinale).

## Campionato FIDE
Il campionato FIDE iniziò il 6 settembre e si svolse in due parti: le prime dodici partite nei Paesi Bassi, tra Zwolle, Arnhem e Amsterdam, mentre le ultime, previste in Oman, furono giocate dopo una pausa (tra il 25 settembre e il 6 ottobre) a Giacarta, in Indonesia.
|                           | 1 | 2 | 3 | 4 | 5 | 6 | 7 | 8 | 9 | 10 | 11 | 12 | 13 | 14 | 15 | 16 | 17 | 18 | 19 | 20 | 21 | 22 | 23 | 24 | Totale |
| ------------------------- | - | - | - | - | - | - | - | - | - | -- | -- | -- | -- | -- | -- | -- | -- | -- | -- | -- | -- | -- | -- | -- | ------ |
| Anatolij Karpov ( Russia) | 1 | 0 | ½ | ½ | ½ | 1 | ½ | ½ | ½ | 1  | ½  | ½  | ½  | 1  | 1  | 1  | ½  | ½  | ½  | 0  | ½  | -  | -  | -  | 12,5   |
| Jan Timman ( Paesi Bassi) | 0 | 1 | ½ | ½ | ½ | 0 | ½ | ½ | ½ | 0  | ½  | ½  | ½  | 0  | 0  | 0  | ½  | ½  | ½  | 1  | ½  | -  | -  | -  | 8,5    |

## Campionato PCA
Il campionato PCA si svolse a Londra dal 7 settembre, e fu giocato al meglio delle 24 partite. Kasparov raggiunse i 12,5 punti necessari per vincere la sfida dopo 20 incontri; nei giorni seguenti i due giocatori si esibirono in una serie di match di esibizione, tra cui una semilampo da 20 minuti a giocatore e una partita in cui l'apertura era estratta a sorte ed imposta.
|                            | 1 | 2 | 3 | 4 | 5 | 6 | 7 | 8 | 9 | 10 | 11 | 12 | 13 | 14 | 15 | 16 | 17 | 18 | 19 | 20 | 21 | 22 | 23 | 24 | Totale |
| -------------------------- | - | - | - | - | - | - | - | - | - | -- | -- | -- | -- | -- | -- | -- | -- | -- | -- | -- | -- | -- | -- | -- | ------ |
| Garri Kasparov ( Russia)   | 1 | ½ | 1 | 1 | ½ | ½ | 1 | ½ | 1 | ½  | ½  | ½  | ½  | ½  | 1  | 0  | ½  | ½  | ½  | ½  | -  | -  | -  | -  | 12,5   |
| Nigel Short ( Inghilterra) | 0 | ½ | 0 | 0 | ½ | ½ | 0 | ½ | 0 | ½  | ½  | ½  | ½  | ½  | 0  | 1  | ½  | ½  | ½  | ½  | -  | -  | -  | -  | 7,5    |